# Ledella similis
Ledella similis är en musselart som beskrevs av Allen och Hannah 1989. Ledella similis ingår i släktet Ledella och familjen tandmusslor. Inga underarter finns listade i Catalogue of Life.